# Copsychus cebuensis
El shama de Cebú (Copsychus cebuensis) es una especie de ave paseriforme de la familia Muscicapidae endémica de la isla de Cebú, en Filipinas.